# Кхандхака
Кхандхака — друга книга палійскої Віная-пітаки, що складається з двох частин: Махавагга (10 розділів) і Чулавагга (12 розділів). Перша включає в себе описи просвітлінь Будди і його головних учнів, а також правила для днів упосатха та чернечої посвяти; друга частина включає опис першого і другого буддійських соборів, створення спільноти буддійських черниць. Кхандхака як така регулює всі поводження ченців і черниць в їх повсякденному житті.

## Походження
Згідно традиції Кхандхака була складена на першому соборі, яке згадується у тексті; при цьому опис першого собору було додано на другому, а другого — на третьому.

## Зміст
Всього Кхандхака містить 22 розділів: 
- частина біографії Будди, починаючи з просвітління і закінчуючи вступом в співтовариство Саріпутти та Моггалани; також міститься опис першої проповіді Будди і чотирьох благородних істин.
- різні правила для монахів, розділені залежно від змісту на 18 частин:
  - Упосатха, стосується ритуалів в повний місяць і молодик
  - Вассупанаїка, усамітнення ченців протягом трьох місяців в сезон дощів
  - Паварана, запрошення інших ченців у кінці періоду усамітнення
  - Чамма, використання сандалей та інших предметів, зроблених зі шкіри
  - Бхесадджа, ліки
  - Катхіна, виготовлення предметів одягу
  - Чівара, матеріал для одягу
  - Чампейя, про спори ченців у Чампі
  - Косамба, про спори ченців у Каушамбі
  - Камма, формальні процедури щодо провинившихся ченців
  - Парівасика, випробування для провинившихся ченців
  - Самуччая, про монахів, що провинилися вже на випробувальному терміні
  - Саматха, як залагоджувати сварки
  - Кхуддакаваттху, другорядні питання
  - Сенасана, про житло
  - Сангхабхеда, секти
  - Вата, обряди, різні обов'язки
  - Патімоккхатхапана, про припинення Патімоккхи
- правила для черниць
- два доповнення, що описують історію першого і другого буддійських соборів
- введення в Патімоккху, разом з частиною коментаря на неї.

Також, як і в Сутта-вібханзі, наводяться історії, що описують місце, час і випадок, при якому правила вперше були сформульовані. Іноді одна і та ж історія використовується для ілюстрації різних правил. При цьому якщо правило з Кхандхаки збігається з яким-небудь правилом з Сутта-вибханги, то збігається і історія його проголошення.